# Schultheater
Schultheater (auch Schulspiel oder Darstellendes Spiel) umfasst die praktische Beschäftigung mit den Darstellenden Künsten im schulischen Kontext. Neben der Theater-AG auf freiwilliger Basis umfasst Schultheater auch die klassenweise Inszenierung von Theaterstücken und Eigenproduktionen, etwa im Rahmen von thematischen Projekttagen oder -wochen. Zunehmend werden auch Kooperationsprojekte von Schulen mit Trägern der kulturellen Bildung, z. B. mit Theatern durchgeführt. Darüber hinaus hat sich inzwischen in vielen Bundesländern Theater als Schulfach etabliert, v. a. an weiterführenden Schulen.

## Geschichte
Bereits im Mittelalter gab es an Klöstern und Lateinschulen sowie unter Vaganten und Studenten eine rege Theatertätigkeit. Auch bei Bräuchen, Festen und in Parodien wie der des Kinderbischofs übernahmen Schüler wichtige darstellerische Aufgaben.
Im Gefolge der Reformation erlebte das Schultheater einen ersten Aufschwung, da die Schulbühne als Laientheater dem direkten kirchlichen Zugriff entzogen war. Auf Initiative von Luther und Melanchthon wurden an evangelischen Schulen Theaterstücke mit biblischen Inhalten aufgeführt. Aber auch das klassische Drama wurde gepflegt. Eine führende Position nahm dabei das evangelische Gymnasium in Straßburg unter Rektor Johannes Sturm ein, der 1565 den Vorwurf, zu wenig Bibeldramen aufzuführen, zurückwies. Ein bedeutender Förderer war auch der Zittauer Rektor Christian Weise, der jährlich für den Schulgebrauch ein Lustspiel, ein biblisches und ein historisches Stück verfasste, insgesamt 55. Im Zuge der Gegenreformation setzte sich, geleitet von Jesuiten, das Schultheater ab Mitte des 16. Jahrhunderts auch an katholischen Schulen durch. Diese spezielle Form ist als Jesuitentheater bekannt.
Durch den Dreißigjährigen Krieg, die Wanderbühnen und das immer stärker aufkommende Berufsschauspielertum kam es im 18. Jahrhundert zu einem Niedergang des Schultheaters. In Preußen, Sachsen und anderen Ländern wurde es zeitweilig ausdrücklich verboten. Dennoch blieb das Schultheater weiterhin üblich, sein Stellenwert schwankte aber von Schule zu Schule beträchtlich. Während der Zeit der Weimarer Republik erlebte das Schultheater mit der Errichtung der einzigen Theaterhalle einer deutschen Schule einen kurzzeitigen Höhepunkt. Die erste Theorie des Schultheaters entwickelte der Reformpädagoge Martin Luserke. Rückschläge brachten unter anderem die Zeit des Nationalsozialismus, aber auch die Studentenbewegung, wo Schulspielverbände einschliefen und ältere Spielleiter keine Nachfolger fanden.

## Gegenwart
Zu einer neuen Aktivität kam es in der BRD ab Ende der 1970er Jahre, als an vielen Schulen wieder Theatergruppen entstanden. Schultheaterfestivals auf Länderebene wurden gebildet, und die staatliche Lehrerfortbildung förderte die Qualifizierung der Spielleiter.
Mit theaterpädagogischen Methoden wurden seitdem auch innerhalb des Deutschunterrichtes und anderer Fächer experimentiert. Die Beschäftigung mit der Lehrstücktheorie Bertolt Brechts in den 70er Jahren, das „Theater der Unterdrückten“ Augusto Boal in den 80er Jahren, das Improvisationstheater nach Keith Johnstone seit den 90er Jahren und seit den 2000er Jahren das biografische Theater nach Maike Plath und das postdramatische Theater nach Hans Thies Lehmann beeinflussten die Praxis des Schultheaters.
1980 konnte der erste Bundeswettbewerb „Schüler machen Theater“ ausgeschrieben werden. In Berlin wurde erstmals das „Theatertreffen der Jugend“ durchgeführt, bei dem sich sowohl schulische wie auch außerschulische Jugendtheatergruppen bewerben können. 1985 folgte das Schultheater der Länder als bundesweites Schultheatertreffen, wodurch sich das Schultheater im Hinblick auf das Unterrichtsfach Darstellendes Spiel weiterentwickelte. Darüber hinaus gibt es zahlreiche lokale, regionale und landesweite Schultheatertreffen. Seit 2010 bietet das UNART-Festival alle zwei Jahre Jugendlichen die Möglichkeit, sich mit performativen Formaten zu bewerben und diese bundesweit zu präsentieren.
Seit 1998 gibt es das Kooperationsmodell „Theater und Schule“ (TUSCH), das in Berlin entwickelt wurde, und das sich seit längerem auch in Hamburg etabliert hat. TUSCH vermittelt, fördert und betreut 3-jährige Partnerschaften zwischen Schulen und Theatern. Ziel ist es u. a., Theater als selbstverständlichen Bestandteil des Schulalltags zu etablieren und die Teilhabe junger Menschen am kulturellen Leben der Stadt zu fördern.
„Theater im Klassenzimmer“ bezeichnet eine eigene künstlerische Form, bei der professionelle Theater Stücke für das Klassenzimmer produzieren und dort aufführen (z. B. „Klamms Krieg“ von Kai Hensel); viele Theater bieten inzwischen solche Gastspiele mit Nachbereitung speziell für Schulen an.
Zusätzlich zur Einführung eines eigenen Schulfaches, das in den Bundesländern unterschiedlich benannt und praktiziert wird (Darstellendes Spiel, Literatur und Theater, Theater), bestehen deutschlandweit diverse Schulen mit besonderem Theaterprofil, sowohl Grundschulen als auch Gesamtschulen.
Die Aus- und Weiterbildung von Theaterpädagoginnen und Theaterpädagogen ist uneinheitlich und von Bundesland zu Bundesland verschieden. Neben Studiengängen an Hochschulen als eigenständiger Bachelor oder Master oder als Schwerpunkt innerhalb Lehramts- und Sozialarbeitsstudiengängen listet der Bundesverband Theaterpädagogik (BuT) über 40 Institute der theaterpädagogischen Weiterbildung, die seit 1999 zertifizierte Weiterbildungsgänge „Grundlagen Theaterpädagogik“ und „Theaterpädagogin, Theaterpädagoge (BuT)“ in Vollzeit und berufsbegleitend anbieten.

## Pädagogisches Konzept
Die Theaterpädagogik an der Schule soll fächerübergreifend und projektbezogen einerseits Schlüsselqualifikationen wie Kommunikations- und Teamfähigkeit, Fertigkeiten im rhetorischen Bereich, kreatives und selbständiges Arbeiten und Sozialkompetenz ausbilden, andererseits ästhetische Bildung vermitteln.
Theaterpädagogische Arbeit geht von den darstellerischen Möglichkeiten von Kindern und Jugendlichen aus und entwickelt sie durch ganzheitliches, kreatives Lernen weiter. Durch die künstlerische Arbeit in allen Bereichen der Darstellenden Kunst, im Spiel, der Regie, dem Szenischen Schreiben oder der Gestaltung von Bühnenräumen und Kostümen werden sowohl bei den Lehrkräften als auch bei den Schülerinnen und Schülern Erfahrungsräume eröffnet. Das „erfahrungsbasierte Lernen“ ergänzt die schulische Didaktik um eine wichtige Komponente und zeichnet sich durch einen hohen Grad der Partizipation aus.
Die zentrale Herausforderung bei der Anleitung theaterpädagogischer Prozesse liegt darin, den Prozess lebendig und produktiv zu halten und ihn als „Mentor eines künstlerischen Labors mit offenem Ausgang“ zu begleiten.
Im Fach Deutsch liefern theaterpädagogische Arbeitsweisen in zahlreichen Unterrichtssituationen sowohl Lernmethode als auch Präsentationsform. In eigenen szenischen Versuchen werden die Schüler sensibilisiert für die dramaturgische Auseinandersetzung mit Texten. Sie lernen, wie Sprache zusammen mit Intentionen und Erfahrungen, Gefühlen und Bewegungen in der szenischen Umsetzung eine intensivere sinnlich wahrnehmbare Gestalt annimmt. Ihre interaktiven Kompetenzen werden im Verbund mit der mündlichen und schriftlichen Kommunikationsfähigkeit spielerisch erprobt und gefördert. Theaterpädagogische Arbeitsformen stärken die Lernmotivation und schaffen die Voraussetzung sich nachhaltig mit den Lerninhalten zu identifizieren.
Im Fremdsprachenunterricht kommt theaterpädagogischen Arbeitsweisen und Techniken eine motivierende Bedeutung zu, da die Schüler durch die Verbindung von Fremdsprache, Emotion und Körpersprache in besonderem Maße lernen, situationsgemäß und flexibel zu reagieren.

## Stücke und Stoffe
Als literarische Vorlagen des Schultheaters dienen oft klassische Dramen, die auch den Vorteil besitzen, dass sie sich frei bearbeiten und ohne Tantiemen öffentlich aufführen lassen. Aber auch Stücke des modernen und zeitgenössischen Theaters, wie zum Beispiel Werke des emanzipatorischen Kinder- und Jugendtheaters (z. B. „Linie 1“ des GRIPS Theaters oder „Was heißt hier Liebe“ des Theaters Rote Grütze) haben ihren Weg in das Schultheater gefunden. Theaterverlage für das Schul- und Amateurtheater halten ein großes Angebot von Stücken bereit, die auf die Bedürfnisse und Möglichkeiten des Schultheaters zugeschnitten sind. Auch professionelle Theaterverlage bieten Stücke für das Schultheater an. Bühnenversionen von Romanen und Gedichten sind beliebt. Seit den 1980er Jahren hat sich das Schultheater durch die Öffnung für neue theatrale Mittel (z. B. Tanztheater, Video, Performance) gewandelt und geöffnet. Neben der Inszenierung literarischer Vorlagen stehen jetzt immer öfter Eigenproduktionen im Vordergrund; die Schülerinnen und Schüler sind nicht nur Darstellende einer Inszenierung, sondern gestalten den gesamten Prozess einer Theaterproduktion aktiv mit, schreiben, entwickeln und inszenieren ihre Stücke und Aufführungen selbst.